# Stewart Kean
Stewart Kean (Irvine, 4 marzo 1983) è un ex calciatore scozzese, di ruolo attaccante o centrocampista.

## Caratteristiche tecniche
Attaccante, può giocare anche nel ruolo di seconda punta o trequartista.

## Carriera
Vanta 58 presenze e 5 gol nella Scottish Premier League: il 2 dicembre 2006 firma una doppietta contro gli Hearts (2-2). Durante la carriera gioca nelle divisioni minori della piramide calcistica scozzese, totalizzando più di 90 gol tra campionati e coppe nazionali.

## Palmarès

### Club

#### Competizioni nazionali
- Scottish First Division: 1

St. Mirren: 2005-2006
- Scottish Challenge Cup: 1

St. Mirren: 2005-2006